# Carol Springer
Carol Springer (* 5. Dezember 1936 in Buena Vista, Colorado; † 9. August 2018 in Prescott, Arizona) war eine US-amerikanische Immobilienmaklerin und Politikerin (Republikanische Partei).

## Privatleben
Springer wurde 1936 in Buena Vista (Colorado) geboren. Ihre Familie zog noch während ihrer Kindheit nach Portland (Oregon). Springer wuchs dort auf. 1969 zog sie nach Arizona, als ihr damaliger Ehemann arbeitsbedingt dorthin versetzt wurde. Springer sagte Jahre später folgendes dazu:

“When I first came to Arizona, I didn't think there was much to like. Coming from a state that was beautiful and green, it's kind of hard to get used to the desert. It kind of grew on me. Everything you could want – except an ocean – we have it here. There's a lot to love in Arizona.”

„Als ich zum ersten Mal nach Arizona kam, dachte ich nicht, dass es viel zu mögen gab. Ich kam aus einem Bundesstaat, welcher schön und grün war. Daher war es für mich schwer, sich an die Wüste zu gewöhnen. Es dauerte Zeit. Alles, was man sich wünschen kann – außer einem Ozean – haben wir hier. Es gibt viel in Arizona zu lieben.“

Springer und ihr Ehemann ließen sich einige Jahre nach ihrer Ankunft in Arizona scheiden. Die fünf gemeinsamen Kinder blieben bei ihr. In der Folgezeit ließ sich Springer in Prescott (Yavapai County) nieder. Sie ging dort einer Beschäftigung als Immobilienmaklerin nach, zuletzt in ihrem eigenen Büro.

## Politische Laufbahn

### Senat von Arizona
Im Laufe der Zeit entschied sie sich, eine politische Laufbahn einzuschlagen. 1989 kandidierte sie im ersten Senatsbezirk von Arizona für den Senat von Arizona. Nach ihrer erfolgreichen Wahl trat sie 1990 ihre zweijährige Amtszeit an. Sie wurde dreimal in Folge wiedergewählt. Über ihre Anfangszeit sagte sie folgendes:

“It was scary, because I really had no political experience. I was, as they say, green as grass. [Therefore] I kept my mouth shut and my ears open and learned. [Already after a short time] I found so much of what we dealt with at the legislature was things I'd been working with for years.”

„Es war beängstigend, weil ich wirklich keine politische Erfahrung hatte. Ich war, wie sie sagen, noch nicht trocken hinter den Ohren. [Daher] hielt ich meinen Mund, meine Ohren offen und lernte. [Schon nach kurzer Zeit] begriff ich folgendes: Viel von dem, womit sich die Arizona Legislature beschäftigt, waren Dinge, mit denen ich schon seit Jahren arbeitete (z. B. die Landnutzungsgesetze und das Wasserrecht)“

Zu dieser Erkenntnis kam sie bei ihrer ersten Besprechung, wo es um das Thema Wasser ging:

“There were a lot of people talking about water, but it was very evident that very few of them knew anything about it.”

„Es gab viele Leute, die über Wasser sprachen, aber es war sehr offensichtlich, dass nur wenige von ihnen etwas davon wussten.“

Springer hatte den Vorsitz im Senate Appropriations Committee. Während dieser Zeit ging sie gegen „smoke-and-mirror“-Budget-Taktiken vor. Eine ihrer Prioritäten war es, den Beginn des Budgetierungs-Prozesses in der Legislaturperiode nach vorne zu verlegen. Ihrer Auffassung nach würden die Abgeordneten dadurch gehindert werden ihre Stimmen gegen Budgetgeschäfte einzutauschen. Springer sagte:

“I thought we could eliminate a lot of pork-barrel spending if we did the budget in the middle rather than the end.”

„Ich dachte, wir könnten viele Wahlkreisgeschenke verhindern, wenn wir das Budget in der Mitte anstatt am Ende festlegten.“

Außerdem war sie für die Beseitigung einer Reihe von Buchhaltungstricks verantwortlich. Die Behörden wurden dadurch gehindert, Schulden in Höhe von 200 Millionen Dollar in zukünftige Geschäftsjahre abzuwälzen.

### State Treasurer von Arizona
Die Verfasser der Staatsverfassung von Arizona haben eine Amtszeitbegrenzung für die Staatsämter in der Staatsverfassung verankert. Die Amtszeitbegrenzung beträfe Springer, sofern sie im Jahr 2000 im Senat von Arizona sitzen würde. Daher entschied sie sich einen höheren Posten anzustreben. Springer kandidierte 1998 erfolgreich für den Posten als State Treasurer von Arizona. Ihre Politik war an den Flügel der Republikanischen Partei angelehnt, welcher für den fiskal-konservativen, liberalen, schlanken Staat stand. Anfang 1999 trat sie dann ihre vierjährige Amtszeit an. Springer sagte später folgendes über ihre Amtszeit als State Treasurer:

“Being the state treasurer is really being the state banker. And what I realized when I got into it is that banking isn't my thing. I really preferred policy-making.”

„Der State Treasurer zu sein ist wirklich der Staatsbankier zu sein. Erst als ich den Posten bekleidete, erkannte ich, dass das Bankgeschäft mir nicht liegt. Ich bevorzuge wirklich die Politikgestaltung.“

### Nominierung für die Gouverneurswahlen von 2002 in Arizona
Im Jahr 2002 kandidierte sie erfolglos für die republikanische Nominierung für den Posten des Gouverneurs von Arizona. Sie belegte den dritten Platz hinter dem Kongressabgeordneten Matt Salmon und der Secretary of State von Arizona, Betsey Bayless. Bei den folgenden Wahlen erlitt dann der republikanische Kandidat Salmon eine Niederlage gegen die demokratische Kandidatin und Attorney General von Arizona, Janet Napolitano. Betreffend der Wahl sagte Springer folgendes:

“It's very difficult, I find, for someone outside the major counties, Maricopa or Pima, to win a statewide election.”

„Es ist sehr schwierig, finde ich, für jemanden außerhalb der großen Counties, Maricopa oder Pima, eine staatsweite Wahl zu gewinnen.“

Die Finanzierung des Wahlkampfs wurde durch das neue „Clean-Elections“-Gesetz zusätzlich erschwert, welches in diesem Jahr in Kraft trat. Jeder Kandidat, welcher staatliche Mittel für seinen Wahlkampf wollte, musste dafür eine gewisse Anzahl von 5 Dollar-Spenden nachweisen. Springer und Bayless hatten dabei ihre Schwierigkeiten. In diesem Zusammenhang sagte Springer später folgendes:

“Everyone assumed that $5 was not going to be hard to collect, but it was extremely hard. [When the time came] we had run out of time to use the money. Somebody had to be the first to try it, and it did not work well.”

„Jeder nahm an, dass es nicht schwer sei die 5 Dollar-Spenden zusammenzubekommen, es war aber extrem hart. [Als es soweit war] hatten wir keine Zeit mehr, das Geld zu verwenden. Jemand musste der Erste sein, welcher es probiert. Es hat nicht gut funktioniert.“

### Bezirksrat im Yavapai County
Nach ihrer Niederlage bei den republikanischen Vorwahlen kehrte sie enttäuscht nach Prescott zurück. Sie entschied sich, nicht mehr erneut in der Immobilienbranche zu arbeiten.
Als Gheral Brownlow im Jahr 2004 nicht mehr für eine weitere Amtszeit als District 1 County Supervisor antreten wollte, kandidierte sie stattdessen und gewann den Sitz. Springer trat ihren neuen Posten Anfang 2005 an. Sie wurde einmal wiedergewählt. Ihre erste Priorität war es, Geldmittel für die maroden County-Gebäude zur Verfügung zu stellen. Nach ihrer Auffassung war das Büro des County Attorney ein Besenschrank und die Einrichtung an der Marina Street so alt, dass man durch die Wände sehen konnte. 2012 ging sie in den Ruhestand. Zu diesem Zeitpunkt stand auf der Liste ihrer unfertigen Projekte die Williamson Valley Road. In diesem Zusammenhang sagte Springer folgendes:

“We ran out of money. It would have been nice to do that.”

„Uns ging das Geld aus. Es wäre schön gewesen, es noch umzusetzen.“